# 白露街道 (柳州市)
白露街道，是中华人民共和国广西壮族自治区柳州市柳北区下辖的一个乡镇级行政单位。

## 行政区划
白露街道下辖以下地区：
星艺社区、新锋社区、白露村、马厂村、园艺村和小村。